# Cistícola de Madagascar
La cistícola de Madagascar (Cisticola cherina) és una espècie d'ocell passeriforme de la família Cisticolidae pròpia de Madagascar i Seychelles. Forma una superespècie amb el trist i la cistícola de Socotra.

## Descripció
És un ocell petit, d'uns 11 cm de llarg i un pes entre 8 i 11 g. El plomatge en general és bru, el de les parts superiors amb vetejat fosc, amb la gola blanca i la resta de les parts inferiors són clares, grisenques o camusses. Hi ha variacions individuals de color, uns són més grisencs i altres més bruns.

## Hàbitat i distribució
Ocupa una gran varietat d'hàbitats oberts, com les sabanes, els herbassars, aiguamolls, zones de matoll, els límits del bosc i les seves clarianes. També es troba en zones modificades per l'home com a pastures i terres de conreu.
És una espècie sedentària que es troba a la totalitat de Madagascar i també a les illes d'Astove i Cosmoledo, de les Seychelles. Se sospita que la població de les Seychelles és fruit d'una colonització recent, encara que hi ha alguns registres antics de l'espècie allà.